# Benjamin Benéteau
 (avril 2013).
Si vous disposez d'ouvrages ou d'articles de référence ou si vous connaissez des sites web de qualité traitant du thème abordé ici, merci de compléter l'article en donnant les références utiles à sa vérifiabilité et en les liant à la section « Notes et références ».
Pour les articles homonymes, voir Benéteau.
Ne doit pas être confondu avec Benjamin Bénéteau.
Benjamin Benéteau, né le 28 février 1985 en Vendée, est un auteur français de bande dessinée.

## Biographie
Après avoir vécu à Tahiti, il s'installe à Bruxelles. Il envisage d'abord de s'orienter vers le cinéma mais il suit des études à Saint-Luc Bruxelles section bande dessinée. Il travaille sur un premier projet sur la Coupe de l'America avec François Troukens. C'est à cette occasion que les éditions Dupuis lui proposent de collaborer à la série Alter ego pour les décors ; il participe à quatre albums en 2011, puis un en 2012 et un en 2014.
En 2011[réf. nécessaire], on lui confie le dessin des décors et véhicules de la série Michel Vaillant, pour lesquels Benéteau emploie la palette graphique. Il travaille d'abord sur un album de la collection « les Dossiers Michel Vaillant » pour se familiariser avec le style. À partir du septième album, Benéteau assure entièrement le graphisme.

## Publications
- Michel Vaillant - Nouvelle saison, avec Denis Lapière (scénario), Philippe Graton (scénario), Marc Bourgne (dessin) et Christian Lerolle (couleurs), Dupuis
  1. Au nom du fils, 2012[4],[5]
  2. Voltage, 2013[6]
  3. Liaison dangereuse, 2014
  4. Collapsus, 2015
  5. Renaissance, 2016[7]
  6. Rébellion, 2017[8]
  7. Macao, 2018
  8. 13 jours, 2019
  9. Duels, 2020

Alter ego
- Camille, Dupuis, Marcinelle, avril 2011
Scénario : Pierre-Paul Renders et Denis Lapière - Dessin :  Mathieu Reynès et Benjamin Benéteau - Couleurs : Albertine Ralenti -  (ISBN 9782800148762)
- Fouad, Dupuis, Marcinelle, avril 2011
Scénario : Pierre-Paul Renders et Denis Lapière - Dessin :  Mathieu Reynès et Benjamin Benéteau - Couleurs : Albertine Ralenti -  (ISBN 9782800148786)
- Park, Dupuis, Marcinelle, août 2011
Scénario : Pierre-Paul Renders et Denis Lapière - Dessin :  Mathieu Reynès, Benjamin Benéteau et Luca Erbetta - Couleurs : Albertine Ralenti -  (ISBN 9782800148809)
- Jonas, Dupuis, Marcinelle, octobre 2011
Scénario : Pierre-Paul Renders et Denis Lapière - Dessin :  Émil Zuga, Luca Erbetta et Benjamin Benéteau - Couleurs : Albertine Ralenti -  (ISBN 9782800148793)
- Ultimatum, Dupuis, Marcinelle, septembre 2012
Scénario : Pierre-Paul Renders et Denis Lapière - Dessin :  Mathieu Reynès et Benjamin Benéteau - Couleurs : Benoît Bekaert -  (ISBN 9782800153551)
- Gail, Dupuis, Marcinelle, juin 2014
Scénario : Pierre-Paul Renders et Denis Lapière - Dessin : Mathieu Reynès, Benjamin Benéteau, Luca Erbetta et Elías - Couleurs : Benoît Bekaert et Christian Lerolle -  (ISBN 9782800157757)
- Verdict, Dupuis, Marcinelle, octobre 2014
Scénario : Pierre-Paul Renders et Denis Lapière - Dessin :  Mathieu Reynès, Benjamin Benéteau - Couleurs : Benoît Bekaert et Christian Lerolle